# Hezhi (sockenhuvudort i Kina, Sichuan Sheng, lat 32,91, long 101,65)
Hezhi (kinesiska: 河支, 河支乡) är en sockenhuvudort i Kina. Den ligger i provinsen Sichuan, i den sydvästra delen av landet, omkring 340 kilometer nordväst om provinshuvudstaden Chengdu. Antalet invånare är 3 020. Befolkningen består av 1 459 kvinnor och 1 561 män. Barn under 15 år utgör 29,0 %, vuxna 15-64 år 63 %, och äldre över 65 år 6,0 %.
Runt Hezhi är det mycket glesbefolkat, med 6 invånare per kvadratkilometer. Närmaste större samhälle är Wa'erma, 7,0 km öster om Hezhi. Trakten runt Hezhi består i huvudsak av gräsmarker.
Genomsnittlig årsnederbörd är 967 millimeter. Den regnigaste månaden är juli, med i genomsnitt 213 mm nederbörd, och den torraste är december, med 4 mm nederbörd.